# Comisión Nacional de Investigación sobre Agroquímicos
La Comisión Nacional de Investigación sobre Agroquímicos (CNIA) fue una comisión creada en el ámbito del Ministerio de Salud de Argentina, con el objetivo de investigar, prevenir, asistir y tratar en casos de intoxicación o que afecten, de algún modo, la salud de la población y el ambiente, con productos agroquímicos en el territorio de la República Argentina. La CNIA se creó el 19 de enero de 2009, mediante el Decreto 21/2009 del Poder Ejecutivo Nacional. El Decreto surgió en el marco de la gravedad de la situación de salud en Córdoba que venía siendo denunciada por el grupo de Madres de Ituzaingó. 
La CNIA tenía entre sus funciones investigar el efecto de los plaguicidas en Argentina, particularmente del herbicida glifosato y endosulfán. Quedó discontinuada por falta de un organigrama administrativo y falta de presupuesto.

## Antecedentes
El Decreto 21/09 hace mención especial al Barrio Ituzaingó Anexo en sus considerandos.

## Objetivos
La Comisión funciona en la órbita del Ministerio de Salud. La Comisión tenía como tareas fundamentales:
1. Investigar los hechos denunciados y situaciones similares, sus causas y efectos.
2. Efectuar recomendaciones, proponer acciones, planes, programas, etc.
3. Delinear pautas para contribuir al uso racional de químicos y agroquímicos.
4. Proponer herramientas de información adecuadas para su utilización en los medios de comunicación.
5. Identificar los problemas generales en la atención sanitaria de la población afectada.
6. Desarrollar estrategias de atención para promover el uso racional de los productos o bien su eliminación.
7. Reunir información estadística e indicadores de impacto.
8. Propiciar la normativa pertinente y proponer las acciones directas a implementar.
9. Proponer campañas de concientización y educación sobre el uso, manipulación de químicos y agroquímicos.
10. Implementar, ejecutar y/o coordinar acciones, planes, proyectos y programas.
11. Realizar todas aquellas acciones que le encomiende la Presidencia de la Comisión.

El objetivo de la Comisión era investigar los productos agroquímicos que podían dañar la salud de la población en todo el territorio nacional. La Comisión estaba presidida por el titular del Ministerio de Salud, e integrada por la Secretaría de Ambiente y Desarrollo Sustentable, la Secretaría de Agricultura, Ganadería, Pesca y Alimentos, el Instituto Nacional de Tecnología Agropecuaria (INTA) y el Instituto Nacional de Tecnología Industrial (INTI).

## Actividades

### Grupos de trabajo
En el marco de la CNIA, se crearon 6 grupos de trabajo con el objetivo de abordar los diferentes aspectos de la problemática.
- Desarrollo del conocimiento
- Legislación y normalización
- Prensa y comunicación
- Capacitación
- Acciones en el terreno
- Gestión de envases

#### Consejo Científico Interdisciplinario
En el marco del Grupo de Trabajo 1 "Desarrollo del Conocimiento" se convocó a un Consejo Científico Interdisciplinario en el marco del CONICET, con el objetivo de producir un informe que analizara la literatura científica existente sobre los impactos del glifosato en la salud humana y en el ambiente. El Consejo Científico estuvo coordinado por la Dra. Marta Rovira, en aquel entonces a cargo de la presidencia del CONICET, y reunió a más de diez especialistas provenientes de las áreas de toxicología, medicina, ingeniería agrónoma, ciencias naturales, química y filosofía.
El informe no llegó a conclusiones contundentes respecto de la inocuidad o el perjuicio del glifosato para la salud humana, argumentando que se necesitaban más estudios. En particular, el informe resaltaba la ausencia de información y estudios científicos producidos en el país.

### Resultados
Como resultado de la creación de los grupos de trabajo, se crearon tres programas y se propusieron cuatro normas legislativas.

## Controversias
Las conclusiones del reporte del Consejo Científico Interdisciplinario del CONICET generaron controversias, con algunos sectores interpretando las conclusiones del reporte como una confirmación del efecto perjudicial del glifosato en la salud humana y en el ambiente, mientras que la agroindustria dedicada al cultivo de soja lo interpretó como poco concluyente respecto de los efectos perjudiciales del glifosato y por lo tanto como una autorización a continuar con la aplicación intensiva del herbicida.
A raíz del Decreto, el 15 de abril de 2009, la Asociación Argentina de Abogados Ambientalistas inició una acción de amparo ante la Corte Suprema de Justicia de la Nación, donde solicitó una serie de medidas en protección del ambiente y la salud de la población nacional ante las consecuencias generalizadas provocadas por la utilización de agroquímicos, invocando el principio precautorio del derecho ambiental. Los demandados fueron el Estado Nacional y las provincias de Buenos Aires, Córdoba y Santa Fe. A la empresa Monsanto, principal comercializadora del herbicida a base de glifosato, se la citaba como «tercero interesado». La Corte Suprema rechazó el recurso de amparo, señalando que correspondía que el amparo ambiental fuera solicitado en las provincias correspondientes.
En 2015, la Organización Mundial de la Salud analizó nueva evidencia sobre la relación entre el glifosato y el cáncer. Con la nueva evidencia disponible, concluyó que el glifosato, junto con otros dos plaguicidas, es «probablemente cancerígeno para los seres humanos» (Grupo 2A según la clasificación del Centro Internacional de Investigaciones sobre el cáncer). A la luz de esta nueva evidencia, una organización medioambiental argentina solicitó un pedido de acceso a la información pública solicitando las conclusiones de los grupos de trabajo de la CNIA y exigiendo que se reactivara el trabajo de la Comisión.
En 2018, el diputado Julio Solanas del Frente para la Victoria propuso un proyecto de ley para declarar la emergencia sanitaria, social y ambiental en todo el territorio nacional y poner en funcionamiento el trabajo de la Comisión, pero el proyecto nunca fue tratado.